# Thế kỷ 1
Thế kỷ 1 là khoảng thời gian tính từ thời điểm năm 1 đến hết năm 100, nghĩa là bằng 100 năm, trong lịch Gregory.
Lịch sử Việt Nam
Trong lịch sử Việt Nam, có một số cuộc khởi nghĩa tiêu biểu như:
- Hai Bà Trưng (40-43) 
- Các cuộc đấu tranh nhỏ lẻ của nhân dân Âu Lạc 